# Oksa Pollock
 (décembre 2020).
Pour les articles homonymes, voir Pollock.
Oksa Pollock est une série de livres fantastiques en huit volumes, écrite par Anne Plichota et Cendrine Wolf. Situant son héroïne, Oksa Pollock, dans le monde réel, l'histoire oppose ce quotidien au monde fabuleux d'où vient sa famille, en contraignant la jeune Oksa à dissimuler ses origines. 
La série a été publiée par les éditions XO. Le premier tome est sorti au printemps 2010 et le huitième en 2025. Les sept premiers tomes existent également en version poche, chez Pocket Jeunesse.
Le premier tome de la série a reçu le prix Ados 2012 et le prix de la ville de Vienne (Autriche).
Fin 2019, l'éditeur annonçait 750 000 exemplaires vendus en France. La série a été traduite en 27 langues.

## Résumé
Les romans se déroulent dans le contexte réel d'une jeune fille de treize ans du début du XXIe siècle. L'irruption de la magie dans ce monde quotidien n'en modifie pas totalement les données, et Oksa vit plutôt son étrange origine comme une « différence » qu'il lui faut gérer dans la vie de tous les jours. Concilier le monde réel avec le secret de sa famille, les contraintes qui en résultent, et la destinée qui est la sienne, voilà le défi que doit désormais affronter Oksa[style à revoir].
Au début de l'histoire, la jeune Oksa, âgée de douze ans, sur le point d'en avoir treize, vient d'emménager à Londres avec sa famille. Cette dynamique jeune fille, très attachée à ses parents Marie et Pavel, est également très proche de son excentrique grand-mère Dragomira et de son grand ami Gus qui a déménagé en même temps qu'elle avec ses parents. Sa seule fantaisie est son rêve de devenir un jour une ninja.
L'histoire commence au moment où la famille Pollock s'en va précipitamment vivre à Londres. Le jour de la rentrée dans son nouveau collège, Oksa fait la connaissance de son professeur de mathématiques et de science , le professeur McGraw, qu'elle ne tarde pas à détester, car cet homme, qui lui semble bien étrange, est de plus d'un abord très déplaisant. L'animosité que lui témoigne cet homme amène Oksa à prendre conscience d'une stupéfiante réalité : elle semble disposer en effet de dons surnaturels dont elle ne s'était jamais doutée auparavant : elle peut envoyer des boules de feu, bouger les objets à distance, donner des coups de poing à ses ennemis sans les toucher, et s'élever à quelques mètres du sol. Cette découverte s'accompagne de celle d'une curieuse empreinte sur son ventre, qui ressemble à un hématome qui deviendra par la suite une étoile à huit branches.
C'est alors sa grand-mère qui lui révèle les raisons de ce mystère, en lui révélant les événements arrivés 57 ans auparavant : Dragomira avait alors dû quitter de force la terre fabuleuse d'Édéfia, dont elle était la Gracieuse (la souveraine d'Edéfia) héritière, accompagnée seulement de quelques personnes, qui se nommèrent les Sauve-Qui-Peut. Invisible aux yeux des Du-Dehors (les gens normaux), la terre d'Édéfia est désormais introuvable pour les Sauve-Qui-Peut, pour qui elle n'est plus qu'un Paradis Perdu. Et c'est Oksa, « l'Inespérée » qui  va peut-être leur permettre d'en retrouver le chemin. C'est le jour de cette révélation qu'elle rencontre Tugdual, un Sauve-qui-Peut de 16 ans ténébreux, qui possède de nombreux pouvoirs qui feraient plus d'un envieux. Dès lors, les événements se précipitent : tout comme les Sauve-Qui-Peut et sa grand-mère Dragomira, Oksa est à son tour contrainte à la dissimulation de son secret. D'autant que le voile de mystère qui entourait sa famille se lève à ses yeux, pour lui laisser apercevoir la véritable personnalité de ceux qu'elle aime : sa grand-mère, bien sûr, mais aussi son propre père, Pavel, ainsi que son grand-oncle Léomido ; l'Homme-Fé aussi, Abakoum, et enfin le professeur McGraw lui-même — qui traîne derrière lui une longue histoire faite de traîtrises et de noires convictions, qui s'avère être un Félon originaire lui aussi d'Édéfia — cet homme redoutable, le pire ennemi des Sauve-Qui-Peut, cherche à l'enlever, car Oksa peut lui permettre d'ouvrir le portail qui conduit à Edéfia.

## Liste des tomes
1. L'Inespérée, XO, 2010  (ISBN 978-2-84563-460-2)
2. La Forêt des égarés, XO, 2011  (ISBN 978-2-84563-462-6)
3. Le Cœur des deux mondes, XO, 2011  (ISBN 978-2-84563-463-3)
4. Les Liens maudits, XO, 2012  (ISBN 978-2-84563-507-4)
5. Le Règne des félons, XO, 2012  (ISBN 978-2-84563-508-1)
6. La Dernière Étoile, XO, 2013  (ISBN 978-2-84563-643-9)
7. L'Espoir des lendemains, XO, 2019  (ISBN 978-2-37448-169-2)
8. L'Ultime Espérance, XO, 2025  (ISBN 978-2-37448-820-2)

- Oksa Pollock - L'Intégrale 1, XO, 2019  (ISBN 978-2-37448-171-5)Contient les tomes 1 à 3
- Oksa Pollock - L'Intégrale 2, XO, 2019  (ISBN 978-2-37448-173-9)Contient les tomes 4 à 6

### SérieTugdual
Tugdual est une série suivant celle d'Oksa et centrée sur le personnage de Tugdual.
1. Les Cœurs noirs, XO, 2014  (ISBN 978-2-84563-691-0)
2. Les Serviteurs de l'Ordre, XO, 2015  (ISBN 978-2-84563-695-8)
3. La Terre des origines, XO, 2015  (ISBN 978-2-84563-696-5)

### SérieLe Rêve d'un autre monde
Le Rêve d'un autre monde est une série en deux volumes, dérivée de celle d'Oksa Pollock, centrée sur des personnages apparaissant au cours de la série. Elle a reçu le prix jeunesse du livre engagé pour la Planète à Mouans-Sartoux en 2021.  
1. La Tour de l'espoir, XO, 2021  (ISBN 978-2-37448-224-8)
2. Aux portes du Paradis, XO, 2021  (ISBN 978-2-37448-226-2)

### Autres
Un autre livre, reprenant et modifiant les contes d'hier et d'aujourd'hui, raconté par Dragomira, la grand-mère d'Oksa.
- Les petites histoires de Dragomira, XO, 2014  (ISBN 978-2-84563-760-3)

### Bande dessinée
Avec la participation de Éric Corbeyran et les dessins de Nauriel.
1. L'Inespérée, XO, 2013  (ISBN 978-2-84563-662-0)
2. L'Ennemi, XO, 2016  (ISBN 978-2-344-00462-3)

## Adaptations

### Bande dessinée
Une bande dessinée par les auteurs originaux  avec la participation de Éric Corbeyran et les dessins de Nauriel.

### Série télévisée
Ringside Studios, créé par Newen, a lancé plusieurs projets internationaux, dont Oksa Pollock, succès éditorial dans 30 pays avec près de deux millions de lecteurs, coproduit avec Jean-Benoit Gillig (Léonis).

### Film
En 2011, le film était déjà signé[pas clair], les droits au cinéma ayant été achetés par SND, une société de groupe M6.